# 10224 Hisashi
10224 Hisashi eller 1997 UK22 är en asteroid i huvudbältet som upptäcktes den 26 oktober 1997 av den japanska astronomen Naoto Satō vid Chichibu-observatoriet. Den är uppkallad efter Hisashi Hirabayashi.
Asteroiden har en diameter på ungefär 9 kilometer och den tillhör asteroidgruppen Nysa.